# أدريان ويبستر (لاعب كرة قدم إنجليزي)
أدريان ويبستر (بالإنجليزية: Adrian Webster)‏ (6 نوفمبر 1951 بكولشيستر في المملكة المتحدة - 8 نوفمبر 2023) هو لاعب كرة قدم بريطاني في مركز الدفاع. لعب مع سياتل ساوندرز وكولتشستر يونايتد وبيتسبرغ سبيريت ‏ ونادي هيلينغدون بورو وفينكس إنفيرنو ‏.